# 张益三 (满洲国)
張益三（1895年—？）字同一，吉林雙陽人。畢業於保定陸軍軍官學校騎兵科。後入黑龍江軍，1927年任陸軍少將。1928年任黑龍江步兵第二旅旅長。1931年任奉天省東南五縣“剿匪”總指揮。後任安東公安局局長。1932年任满洲国軍政部軍需司司長。其後任满洲国陸軍少將、軍政部司長。